# Gammarus gageoensis
Gammarus gageoensis is een vlokreeftensoort uit de familie van de Gammaridae. De wetenschappelijke naam van de soort is voor het eerst geldig gepubliceerd in 2010 door Kim, Lee & Min. Zij troffen deze nieuwe soort aan op het eiland Gageodo in de Gele Zee in Zuid-Korea. Met deze soort zijn er in totaal 10 soorten Gammariden bekend in Zuid-Korea.